# The Buddy Holly Story
The Buddy Holly Story é um filme norte-americano de 1978 sobre o cantor Buddy Holly e dirigido por Steve Rash.

## Elenco
| Ator                 | Personagem                                |
| -------------------- | ----------------------------------------- |
| Gary Busey           | Buddy Holly                               |
| Don Stroud           | Jesse Charles                             |
| Charles Martin Smith | Ray Bob Simmons                           |
| William Jordan       | Riley Randolph (Lubbock D.J.)             |
| John F. Goff         | T. J. (Nashville Producer)                |
| Amy Johnston         | Cindy Lou                                 |
| Conrad Janis         | Ross Turner                               |
| Albert Popwell       | Eddie Foster                              |
| Fred Travalena       | 'Madman' Mancuso (Buffalo, New York D.J.) |
| Jack Denbo           | New York Cabbie                           |
| Maria Richwine       | Maria Elena Holly                         |
| Dick O'Neill         | Sol Gittler                               |
| Freeman King         | Apollo M.C.                               |
| Paul Mooney          | Sam Cooke                                 |
| Jerry Zaremba        | Eddie Cochran                             |
| Gailard Sartain      | Big Bopper                                |